# Montesquieu, Tarn-et-Garonne
Montesquieu một thị xã và xã ở tỉnh Tarn-et-Garonne trong vùng Tarn-et-Garonne, Pháp.